# Dumb Waiters
Dumb Waiters è il secondo album in studio del gruppo musicale britannico The Korgis, pubblicato il 1º luglio 1980.

## Tracce

### Lato A
1. Silent Running – 3:05
2. Love Ain't Too Far Away – 3:29
3. Perfect Hostess – 3:21
4. Drawn and Quartered – 3:20
5. Everybody's Got to Learn Sometime – 4:24

### Lato B
1. Intimate – 3:08
2. It's No Good Unless You Love Me – 3:24
3. Dumb Waiters – 2:42
4. If It's Alright With You Baby – 4:06
5. Rover's Return – 3:34